# Gälsbotjärnen
Gälsbotjärnen är en sjö i Bollnäs kommun i Hälsingland och ingår i Ljusnans huvudavrinningsområde. Sjön har en area på 0,115 kvadratkilometer och ligger 176,1 meter över havet.

## Delavrinningsområde
Gälsbotjärnen ingår i det delavrinningsområde (679697-152015) som SMHI kallar för Inloppet i Norrsjön. Medelhöjden är 211 meter över havet och ytan är 7,51 kvadratkilometer. Det finns inga avrinningsområden uppströms utan avrinningsområdet är högsta punkten. Vattendraget som avvattnar avrinningsområdet har biflödesordning 3, vilket innebär att vattnet flödar genom totalt 3 vattendrag innan det når havet efter 62 kilometer. Avrinningsområdet består mestadels av skog (86 procent). Avrinningsområdet har 0,38 kvadratkilometer vattenytor vilket ger det en sjöprocent på 4,4 procent.